# Gaurav Tiwari
Gaurav Tiwari (Hindi: गौरव तिवारी) (2 de septiembre de 1984 - 7 de julio de 2016) fue Director ejecutivo y fundador de la Sociedad Paranormal de la India.
Aparecía en diferentes canales de televisión en hindúes, promocionando la Investigación Paranormal. Fue entrevistado enMTV Girl's Night Out por Rannvijay, en Haunted Weekends por Sunny Leone y algún que otro programa televisivo de distintos canales de noticias como Aaj Tak, Live India, News 24, Star TV, Zee TV etc. También salió en programas como Zee Fear Files ejerciendo como experto en lo paranormal.
Era un respetado investigador de lo paranormal, reconocido investigador sobre ufología y un ParaNexus representante de la India. También fue se hizo famoso de manera internacional gracias a Paranormal Radio Shows Archivado el 23 de marzo de 2012 en Wayback Machine.. Tiene reputada fama internacional en conjunto con su equipo tras desmontar mitos como el de Bhangarh, y también al crear la primera asociación de investigación paranormal científica de la India. Era colaborador como investigador en el canal temático de ciencia ficción Syfy en la serie llamada "Haunting:Australia", con Robb Demarest que era uno de los principales investigadores de la serie Ghost Hunters Internacional. Gaurav también participaba como experto en la nueva serie de televisión Bhoot Aaya, basándose en sus conocimientos y otras investigaciones.
Se suicidó el 7 de julio de 2016 a los 31 años.